# ابوالجوائز مطامیری
ابوالجوائز مِقدار بن محمّد مطامیری (؟-۱۱۲۶م) شاعر مدح‌سرای عبّاسی عراقی در روزگار مستظهر و مسترشد بود.